# Neil Buchanan
Neil Buchanan (Aintree, Liverpool, 11 de octubre de 1956) es un presentador de televisión, productor, fotógrafo, artista y músico británico. Reconocido por presentar y producir Art Attack, un programa infantil de TV, originalmente ejecutado desde 1989. 
Protagonizó en Finders Keepers (1991-1996), It's a Mystery (1996-2000) y apareció en ZZZap! (1993-1998) como Smart Arty. También presentó Artemanía (versión latinoamericana de Art Attack) transmitida en Discovery Kids en los años 90.
En la versión española de Art Attack Disney se le reconoce por el sobrenombre El Manitas de la Casa, a diferencia de las otras versiones, donde solo se encarga de las grandes obras de los exteriores.

## Biografía

### Vida personal
Neil Buchanan nació en Aintree, Merseyside (anteriormente Lancashire), educado en Barlows Lane Primary School, Fazakerley, y en el Instituto de Artes Escénicas de Liverpool.
Postuló a la Universidad de Arte de Liverpool siendo rechazado al elegir antes la carrera de música.
Tiene dos hijos, una hija llamada Molly y el segundo llamado Freddie, baterista de una banda de rock.

## Carrera

### Televisión
Buchanan hizo su debut televisivo en un programa de la mañana sabatino llamado No. 73 , luego rebautizado como 7T3 . Él asistió a la audición original, habiendo cumplido con los productores cuando su banda Marseille apareció en 1978 en la Southern Television's Saturday Banana.. No fue reconocido hasta la tercera temporada del No. 73 que se mostró en 1983. Después de que la producción cesó en 7T3 en 1988, pasó a presentar Motormouth, otro programa infantil británico de los sábados por la mañana realizado por TVS junto a Gaby Roslin. Buchanan protagonizó Motormouth hasta la cancelación del programa en 1992.
Luego, presentó el programa Art Attack en CITV desde inicios de 1990 hasta su término en 2007. El programa ganó dos premios BAFTA. En marzo de 2000, Britt Allcroft (posteriormente Gullane Entertainment) compró los derechos de la serie a Buchanan en una transacción de 14 millones de libras esterlinas (£). 
En 1991, presentó la versión británica de Finders Keepers, un programa de juegos de asalto de habitaciones para TVS, luego transmitida en Scottish Television.. Copresentó el programa con Diane Youdale , la ex-estrella de Gladiators , en su última serie en 1996. También presentó Animal Crazy con la coconductora Jenny Powell para dos series entre 1994 y 1995 que fue producida por Media Merchants para Granada Television. , y It's a Mystery junto a Sophie Aldred , de 1996 a 1999.
De 1995 a 1997, Buchanan presentó la entrega de premios The CITV Awards , que dio a los espectadores la oportunidad de votar sobre quién creen que debería ganar un premio CITV.
Buchanan apareció brevemente como invitado en Celebrity Juice el 8 de noviembre de 2012 durante el episodio 11 de la temporada 8,  en el que habló sobre el fin de Art Attack y sus actividades actuales, tocando con su banda.
En septiembre del 2020, debido a los rumores que se propagaron en línea, Buchanan emitió un comunicado en el que a través de su página oficial negó las teorías de conservar el anonimato del artista callejero inglés Banksy.

### Música
Fue guitarrista y miembro fundador de la banda de heavy metal Marseille formada en Liverpool en 1976.

## Filmografía
| Año       | Trabajo         |
| 1985-1986 | No 73           |
| 1993-1998 | ZZZap!          |
| 2012      | Celebrity Juice |

## Producciones
| Año       | Trabajo            |
| 1982-1988 | No 73              |
| 1988      | 7T3                |
| 1988-1992 | Motormouth         |
| 1999      | It's a Mystery     |
| 2005      | Ministry of Mayhem |
| 1990-2007 | Art Attack         |
| 2012      | 30 Years of CITV   |